# بخش مرکزی شهرستان کلاردشت
بخش مرکزی شهرستان کلاردشت یکی از بخش‌های شهرستان کلاردشت در استان مازندران ایران است.

## جمعیت
براساس سرشماری مرکز آمار ایران در سال ۱۳۹۵، جمعیت بخش مرکزی شهرستان کلاردشت ۲۳۶۴۸ نفر بوده‌است.

## تقسیمات کشوری
بخش مرکزی شهرستان کلاردشت از دو دهستان و یک شهر تشکیل شده‌است:
- دهستان‌ها:
  - دهستان کلاردشت شرقی
  - دهستان کلاردشت غربی
- شهر: 
  - حسن کیف